# Ýekedeşik
Ýekedeşik (turkmenisch für ‚eine Öffnung‘, russisch Екедешик Jekedeschik) ist der Name einer Höhlenstadt in der turkmenischen Provinz Mary.

## Lage
Ýekedeşik befindet sich im Südosten Turkmenistans nahe der Stadt Tagtabazar. Der Eingang befindet sich oberhalb des Flusses Murgab, die Umgebung ist von der Wüste Karakum geprägt. Dem Ort kam früher eine gewisse strategische Bedeutung zu, da er an bedeutenden Karawanenrouten lag.

## Anlage
Der Höhlenkomplex Ýekedeşik umfasst 44 Räume auf zwei übereinanderliegenden Etagen. Die Räume auf einer Höhe sind jeweils durch einen bogenförmigen Korridor verbunden. Der gesamte Komplex kann nur durch eine oberirdische Öffnung betreten werden, was den Namen Ýekedeşik erklärt, der übersetzt eine Öffnung bedeutet. Verschiedene Fundstücke geben Auskunft über die ehemalige Nutzung der Räume, unter anderem konnten Wohnräume, Gebetsräume, Küchen, ein Versammlungsraum und mehrere Lagerräume identifiziert werden. Auf der unteren Etage wurde zudem ein Sammelbecken für Grundwasser angelegt.  Die Räume sind großzügig angelegt, sodass die Höhlenstadt eine vergleichsweise große Anzahl von Menschen beherbergen konnte.

## Geschichte
Ýekedeşik ist bislang archäologisch wenig erschlossen und untersucht worden. Es wird davon ausgegangen, dass mit dem Bau von Ýekedeşik im 1. Jahrhundert vor Christus begonnen wurde. Dabei wurden die Räume mit axtähnlichen Werkzeugen in den Sandstein gehauen. Einzelne Räume entstanden aber erst deutlich später, vermutlich im 14. oder 15. Jahrhundert. Zu den Motiven der Erbauer gibt es verschiedene Theorien, es gilt aber als wahrscheinlich, dass die Stadt als buddhistische Klosteranlage angelegt wurde. Ähnlich angelegte buddhistische Kloster finden sich auch an anderen Orten in Zentralasien. Eine spätere Besiedlung im Mittelalter ist auf die praktischen Vorteile der Höhlenstadt, darunter die Großzügigkeit der Räume, die Wasserversorgung und die geschützte Lage zurückzuführen. Eine erste Beschreibung von Ýekedeşik stammt von Captain F. de Laessoe, der die Höhlen 1885 in einem Bericht an die Royal Geographical Society erwähnte. Heute ist Ýekedeşik als historisches und kulturelles Denkmal geschützt, zudem laufen archäologische Untersuchungen der Räumlichkeiten. Weite Teile der Anlage können auch von Besuchern betreten werden.